# Сененско језеро
Језеро Сјано или Сененско језеро (блр. Сянно́; рус. Белое) језеро је у североисточном делу Републике Белорусије, односно на подручју Сененског рејона Витепске области. 
Језеро је смештено у басену реке Кривинке на надморској висини од 143 метра, а на његовим јужним обалама лежи град Сјано.

## Карактеристике
Површина језера је око 3,15 км², дужина до 6,03 км, а максимална ширина до свега 0,92 км. Укупна дужина обаласке линије је 18,9 км. Укупна површина сливног подручја је 67,9 км².
Језеро је састављено из два дела. Северни део језера је знатно плићи и карактерише га доста ниска, делимично замочварена песковита обала и обухвата око трећине површине језера. Јужни део језера је знатно дубљи, а дно је у овом делу прекривено муљем. Просечне дубине су око 8,6 метара, док је највећа дубина 31,5 метара. 
У језеро се улива око 20 потока. Мањом пробојницом повезано је са Богдановским језером на северу 